# Stillington (Durham)
Stillington – wieś w Anglii, w hrabstwie ceremonialnym Durham, w dystrykcie (unitary authority) Stockton-on-Tees. Leży 22 km na południowy wschód od miasta Durham i 355 km na północ od Londynu.